# NGC 2180
NGC 2180 ist die Bezeichnung für einen offenen Sternhaufen im Sternbild Orion. Entdeckt wurde das Objekt am 24. Januar 1784 von Wilhelm Herschel.